# Цеван, Андрей Владимирович
Андрей Владимирович Цеван (бел. Андрэй Уладзіміравіч Цэван; род. 15 марта 1986, Барановичи, Брестская область) — белорусский футболист, полузащитник. В настоящее время работает тренером дублирующего состава в брестком «Динамо».

## Клубная карьера
Начал карьеру в брестском «Динамо», где со временем стал одним из основных игроков.
В декабре 2011 года подписал контракт со солигорским «Шахтером». В начале 2012 года являлся в стартовом составе, но быстро потерял место в основе и стал появляться на поле лишь эпизодически.
Тем не менее, в январе 2014 продлил контракт с «горняками». Сезон 2014 начинал на скамейке запасных, но позже, из-за травм основных игроков, закрепился в стартовом составе солигорчан. С сентября 2014 из-за травмы перестал попадать на поле. В декабре 2014 по окончании контракта покинул «Шахтер».
С января 2015 года находился в брестском «Динамо», и в феврале 2015 подписал с ним контракт. Из-за травмы, однако, так ни разу и не появился на поле в сезоне 2015. В 2016 году вернулся в строй, но 2 апреля в матче первого тура против БАТЭ снова получил травму, из-за которой был вынужден завершить карьеру.
В 2018 году возобновил карьеру футболиста в брестском «Рухе». В 2021 году в качестве любителя стал выступать за «Брестжилстрой» во Второй лиге.

## Тренерская карьера
В 2016 году стал тренером в брестском «Динамо». В декабре 2018 года стал тренером-аналитиком в «Рухе». Оставался на должности на протяжении трёх лет. В январе 2022 года переведён тренером в дубль «Руха».

## Достижения
- Серебряный призёр Чемпионата Беларуси: 2012, 2013
- Бронзовый призёр Чемпионата Беларуси: 2014
- Обладатель Кубка Беларуси: 2006/07, 2013/14

## Статистика
| Сезон    | Дивизион | Клуб          | Страна                    | Матчи | Голы |
| -------- | -------- | ------------- | ------------------------- | ----- | ---- |
| 2002     | Д1       | Динамо        | Флаг Беларуси (1995—2012) | 3     | 0    |
| 2003     | Д1       | Динамо        | Флаг Беларуси (1995—2012) | 10    | 0    |
| 2004     | Д1       | Динамо        | Флаг Беларуси (1995—2012) | 14    | 1    |
| 2005     | Д1       | Динамо        | Флаг Беларуси (1995—2012) | 5     | 0    |
| 2006     | Д1       | Динамо        | Флаг Беларуси (1995—2012) | 15    | 0    |
| 2007     | Д1       | Динамо        | Флаг Беларуси (1995—2012) | 22    | 0    |
| 2008     | Д1       | Динамо        | Флаг Беларуси (1995—2012) | 26    | 11   |
| 2009     | Д1       | Динамо        | Флаг Беларуси (1995—2012) | 14    | 1    |
| 2010     | Д1       | Динамо        | Флаг Беларуси (1995—2012) | 20    | 2    |
| 2011     | Д1       | Динамо        | Флаг Беларуси (1995—2012) | 26    | 7    |
| 2012     | Д1       | Шахтёр        | Флаг Беларуси             | 13    | 0    |
| 2013     | Д1       | Шахтёр        | Флаг Беларуси             | 5     | 1    |
| 2014     | Д1       | Шахтёр        | Флаг Беларуси             | 19    | 0    |
| 2015     | Д1       | Динамо        | Флаг Беларуси             | 0     | 0    |
| 2016     | Д1       | Динамо        | Флаг Беларуси             | 1     | 0    |
| 2018 (2) | Д3       | Рух           | Флаг Беларуси             | 13    | 1    |
| 2021     | Д3       | Брестжилстрой | Флаг Беларуси             | 1     | 0    |